# Kvarnsjön (Västra Vingåkers socken, Södermanland)
Kvarnsjön är en sjö i Vingåkers kommun i Södermanland och ingår i Nyköpingsåns huvudavrinningsområde. Sjön har en area på 0,0949 kvadratkilometer och ligger 64,9 meter över havet.

## Delavrinningsområde
Kvarnsjön ingår i det delavrinningsområde (653986-149601) som SMHI kallar för Inloppet i Björsjön. Medelhöjden är 76 meter över havet och ytan är 18,44 kvadratkilometer. Det finns inga avrinningsområden uppströms utan avrinningsområdet är högsta punkten. Vattendraget som avvattnar avrinningsområdet har biflödesordning 3, vilket innebär att vattnet flödar genom totalt 3 vattendrag innan det når havet efter 106 kilometer. Avrinningsområdet består mestadels av skog (73 procent). Avrinningsområdet har 1,51 kvadratkilometer vattenytor vilket ger det en sjöprocent på 8,2 procent.